# 饒崙
饒崙（？—1589年），字廷宗，號北岳，江西撫州府臨川縣民籍，南昌府進賢縣人，明朝政治人物。

## 生平
萬曆十年壬午科江西鄉試第五十八名，萬曆十一年（1583年）癸未科會試第二十四名，登三甲第一百七十五名進士。吏部觀政，本年授直隶顺德府推官，十七年行取，选授湖广道御史，卒于官。

## 家族
曾祖饒述；祖父饒廉，曾任縣主簿；父饒國禎。母張氏。